# Castuera
Castuera ist eine Kleinstadt und eine Gemeinde (municipio) mit nur noch 5.497 Einwohnern (Stand: 2024) im Südosten der spanischen Provinz Badajoz in der Autonomen Gemeinschaft Extremadura.

## Lage
Castuera liegt ca. 110 Kilometer ostsüdöstlich von Mérida in einer Höhe von ca. 510 m. An der Nordgrenze der Gemeinde liegt die Talsperre Zújar; durch das Gemeindegebiet fließt der Río Guadalefra. Das Klima im Winter ist gemäßigt, im Sommer dagegen warm bis heiß; die eher geringen Niederschlagsmengen (ca. 451 mm/Jahr) fallen – mit Ausnahme der nahezu regenlosen Sommermonate – verteilt übers ganze Jahr.

## Bevölkerungsentwicklung
| Jahr      | 1970 | 1981 | 1991 | 2001 | 2011 | 2021 |
| Einwohner | 8134 | 8849 | 7499 | 7114 | 6469 | 5708 |

Der deutliche Bevölkerungsrückgang seit den 1950er Jahren ist im Wesentlichen auf die Mechanisierung der Landwirtschaft, die Aufgabe bäuerlicher Kleinbetriebe und den damit einhergehenden Verlust an Arbeitsplätzen zurückzuführen (Landflucht).

## Wirtschaft
Während das Umland über Jahrhunderte in hohem Maße landwirtschaftlich geprägt war und immer noch ist, ließen sich im Ort selbst auch Kleinhändler, Handwerker und Dienstleister aller Art nieder.

## Geschichte
Während des Bürgerkrieges wurde hier zwischen 1935 und 1938 ein Konzentrationslager seitens der Franquisten betrieben.

## Sehenswürdigkeiten

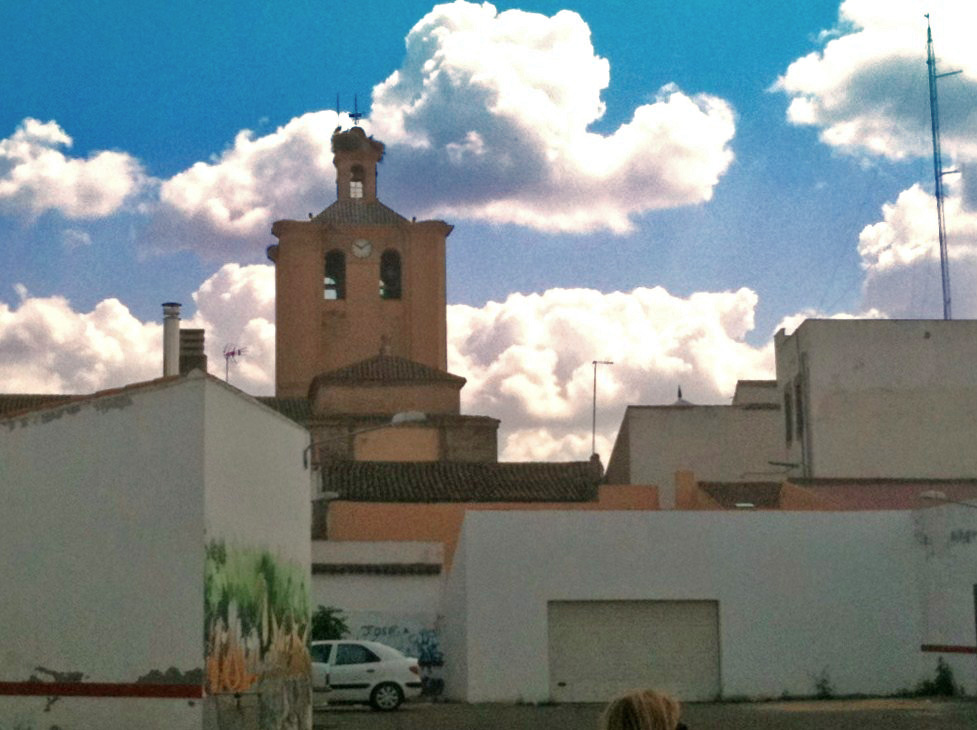
Magdalenenkirche
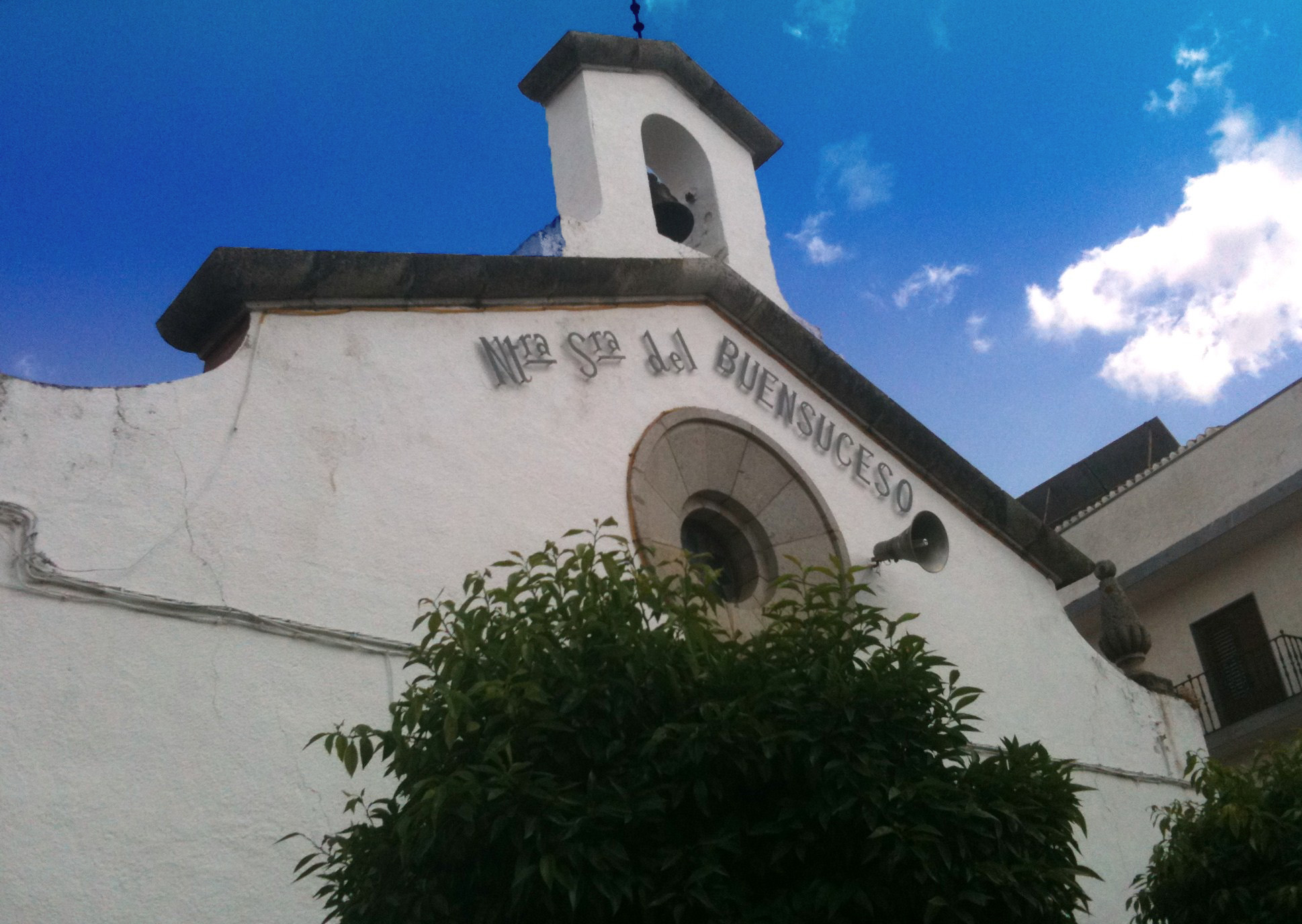
Marienkapelle
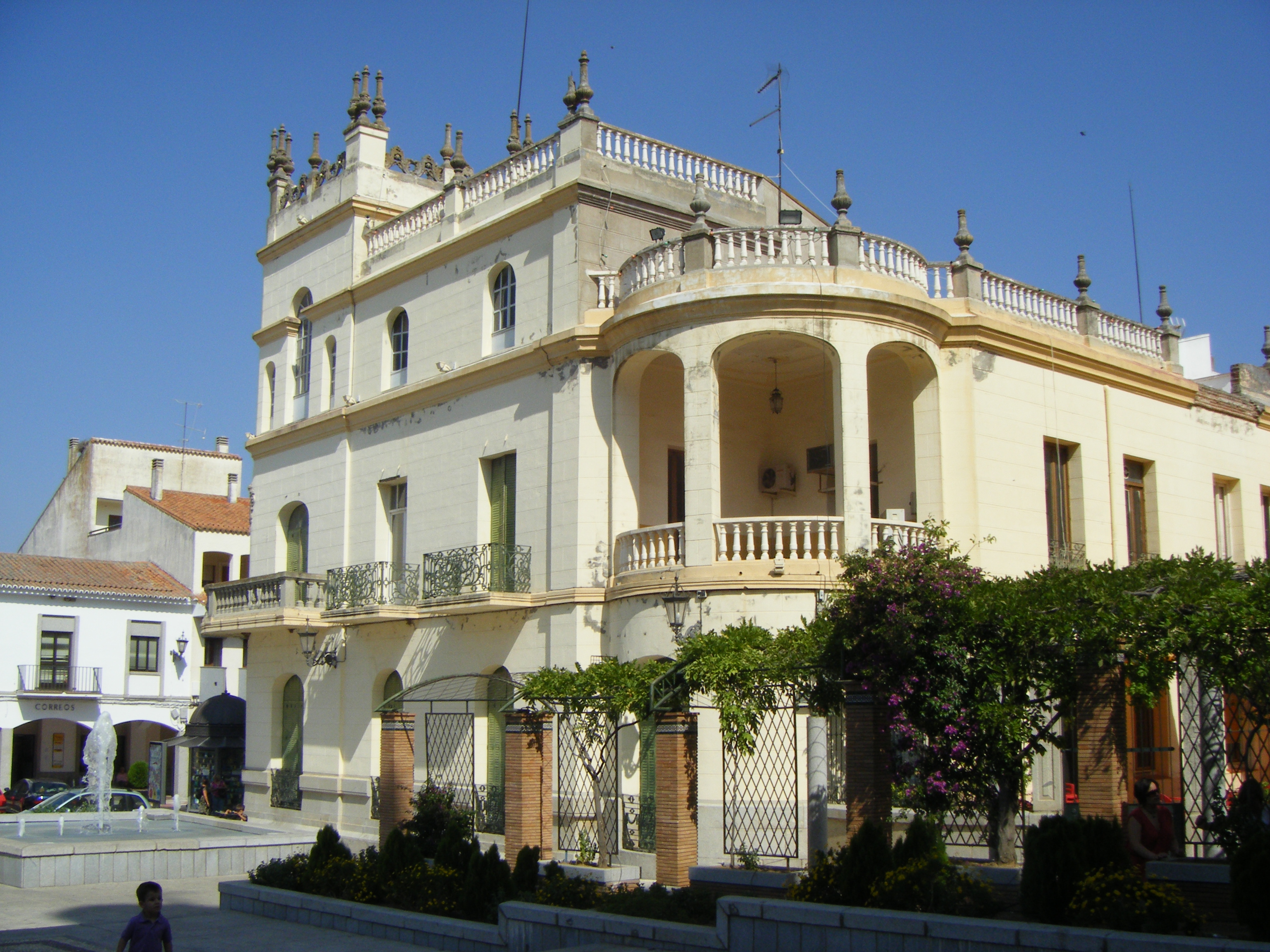
Palast der Grafen von Ayala

- Magdalenenkirche
- Marienkapelle
- Palast der Grafen von Ayala